# Ancistrops strigilatus
Ancistrops strigilatus là một loài chim trong họ Furnariidae.